# Реактивний артрит
Реактивний артрит (англ. Reactive arthritis) — системне імунозапальне захворювання суглобів, яке супроводжується асептичним запаленням суглобів, та спричинене гострим інфекційним захворюванням іншого органу або системи організму (найчастіше травної або сечостатевої систем), при якому первинний інфекційний агент не виділяється із синовіальної рідини суглоба при використанні стандартних поживних середовищ, що розпочинається одночасно із початком гострого інфекційного процесу або за невеликий проміжок часу після нього (зазвичай 2—4 тижні), та є одним із системних клінічних проявів цієї інфекції. У частині літератури прикладами реактивного артриту наводять ревматизм та хворобу Райтера, хоча ревматизм давно виведений за межі реактивного артриту. Хвороба (або синдром) Райтера натепер вважається одним із варіантів реактивного артриту, а до 1969 року фактично ці терміни були синонімами одного і того ж захворювання.

## Історія
Уперше симптоми реактивного артриту описав ще Гіппократ в IV столітті до н. е., згадуючи в своєму трактаті «дебют симптомів подагри у молодого чоловіка після статевого акту» (на той час терміном «подагра» іменувалися усі випадки гострого артриту). У V столітті Цельс описав «reumatismus intestinalis cum ulcera» як ускладнення після бактеріальної дизентерії. Історичні документи свідчать, що Христофор Колумб хворів реактивним артритом із запаленням очей (із високою ймовірністю кон'юнктивітом). У 1507 році П'єр ван Форест описав хворого із симптомами уретриту та артриту. 1818 році Бенджамін Броді уперше описав класичну тріаду симптомів реактивного артриту — уретрит, кон'юнктивіт і артрит — у 5 пацієнтів. Після ідентифікації гонокока у 1879 році розпочалось розрізнення гонокових артритів від реактивних негонококових артритів. У 1916 році спочатку французькі лікарі Фіссінжер і Ле Руа описали «окуло-уретро-синовіальний синдром» у військовослужбовців під час епідемії дизентерії в Соммі, а двома тижнями пізніше німецький лікар Ганс Райтер описав випадок аналогічної тріади симптомів у німецького військовослужбовця на Балканському фронті. У Радянському Союзі застосовувався термін «інфекційно-алергічний артрит», який запропонував Нестеров у 1965 році. Сам термін «реактивний артрит» уперше запропонований фінськими науковцями Агвоненом, Сіверсом і Аго для артритів, спричинених єрсиніозною інфекцією. Пізніше, на 4-му міжнародному конгресі з реактивних артритів у Німеччині в 2000 році, вирішено залишити термін «реактивний артрит» для захворювань суглобів у пацієнтів із носійством антигена HLA-B27, а для осіб, що не мають цього антигену, застосовувати термін «постінфекційний артрит».

## Епідеміологія
Поширеність реактивного артриту серед дорослих у середньому становить 30—40 випадків на 100 000 осіб, коливаючись у різних країнах від 5—14 до 100 випадків на 100 000 осіб. У загальній популяції поширеність реактивного артриту складає 0,1 %. Поширеність реактивного артриту в дітей за даними літератури становить 32,7 на 100 тисяч дітей, серед підлітків — 86,9 на 100 000 підлітків. Захворюваність на реактивний артрит в Україні становить 5 випадків на 100 000 населення, та щорічно зростає. Найвищі показники захворюваності реєструються у скандинавських країнах, переважно єрсиніозної етіології, зокрема у Швеції цей показник складає 28 випадків на 100 000 населення. У віковій структурі переважають особи віком від 20 до 40 років. Артрити, спричинені інфекціями, які передаються статевим шляхом, значно частіше уражають чоловіків (у співвідношенні 9:1), артрити, спричинені кишковими інфекціями, зустрічаються однаково часто в чоловіків і жінок.

## Етіологія і патогенез
Основним етіологічним фактором реактивного артриту вважаються бактерії родів Yersinia, Salmonella, Campylobacter, Shigella, а також хламідії, в дитячому віці причиною реактивного артриту можуть також стати вірусні інфекції — аденовіруси, віруси Коксакі, віруси краснухи, епідемічного паротиту, вітряної віспи. Проте частота виникнення артриту після інфікування різними видами бактерій даних родів є різною, зокрема реактивний артрит часто виникає після інфікування Shigella flexneri і рідко виникає після інфікування Shigella sonnei окрім цього, реактивний артрит частіше виникає після інфікування Chlamydia trachomatis, рідко після інфікування Chlamydia pneumoniae і Chlamydia psittaci, та вкрай рідко після інфікування Mycoplasma hominis і Ureaplasma urealyticum. Частота розвитку реактивного артриту при інфікуваннями бактеріями інших родів є вкрай низькою, зокрема не зафіксовано розвитку артриту після інфікування навіть ентероінвазивними штамами Escherichia coli.
Патогенез реактивного артриту натепер до кінця не встановлений. Основну роль у патогенезі реактивного артриту грає генетичний фактор, а саме наявність у особи антигену гістосумісності HLA-B27, і за даними частини досліджень, у таких осіб спостерігається у 50 разів вища частота виникнення реактивного артриту, ніж у осіб, що не мають у генотипі даного антигену. У патогенезі захворювання виділяються три основні механізми його розвитку: надходження збудників, їхніх компонентів або продуктів життєдіяльності у порожнину суглоба; взаємодія мікроорганізму та організму людини; розвиток імунних реакцій у відповідь на інвазію мікроорганізмів, які спричинили початок розвитку симптомокомплексу захворювання. Відкритим залишається питання про наявність інфекційних агентів безпосередньо у клітинах синовіальної оболонки суглобів та суглобового хряща, оскільки протягом тривалого часу вважалось, що при реактивному артриті запалення суглобу має стерильний характер, проте дослідження 90-х років ХХ століття—початку ХХІ століття показали можливість не тільки виявлення ДНК і РНК ймовірних збудників реактивного артриту в порожнині суглобу та клітинах синовіальної оболонки, але й можливість персистування цих збудників, особливо хламідій, у клітинах суглобового хряща. Запропоновано також кілька теорій, які мають на меті роз'яснити деякі незрозумілі моменти патогенезу реактивного артриту. Серед них є артритогенна пептидна теорія, згідно із якою антиген HLA-B27 зв'язує окремі білки як мікробного, так і власного походження, після чого представляє зв'язаний пептид цитотоксичним CD8+ Т-лімфоцитам, що призводить до індукції ними специфічної імунної відповіді, наслідком чого є утворення антитіл, які можуть пошкоджувати власні клітини організму; теорія молекулярної мімікрії, згідно з якою проходить активізація вироблення антитіл проти чужорідних антигенів із одночасною перехресною реакцією цих антитіл з антигеном HLA-B27, оскільки його окремі ділянки гомологічні до пептидів кишкових бактерій та хламідій; теорія власної перебудови HLA-B27, згідно з якою аберантне перенесення важких ланцюгів антигену HLA-B27 може призводити до збільшення його поверхневої експресії, активації деяких прозапальних механізмів, а також утворення гомодимерів, які самостійно можуть виконувати функції патологічних пептидів; теорія аутоекспонування, згідно з якою ділянки важких ланцюгів антигену HLA-B27, які вільні від Р-2-мікроглобуліну та пептидів, проходять спіралеподібне перекручування в а2- і а3-доменах, що призводить до експонування специфічних ділянок антигену, які ідентичні лігандам HLA-B27, які займають власні окремі місця прикріплення, і ці процеси, які відбуваються як усередині молекули антигену HLA-B27, так і між його молекулами, здатні спричинювати імунну відповідь. Згідно сучасних уявлень, в основі патогенезу реактивного артриту лежить дисбаланс вироблення цитокінів, згідно якої в осіб із наявністю антигену HLA-B27 при потраплянні в організм патогенних мікроорганізмів знижується вироблення прозапальних цитокінів Th1-типу, зокрема фактору некрозу пухлини, інтерферону гамма, та збільшується вироблення прозапальних цитокінів Th2-типу, зокрема інтерлейкіну-4 та інтерлейкіну-10, що сприяє тривалій персистенції збудників інфекції у синовіальній оболонці суглобів, та сприяє розвитку прозапального типу імунної відповіді, наслідком чого є розвиток артриту.

## Класифікація
Згідно сучасної класифікації, реактивний артрит поділяється згідно етіологічних причин, перебігу захворювання, ступеню активності, кількості уражених суглобів та функціональній недостатності суглобів.
За етіологічними причинами реактивні артрити поділяються на постентероколітичні, спричинені єрсиніозною, сальмонельозною, кампілобактерною та шигельозною інфекцією; та урогенітальні, спричинені Chlamydia trachomatis.
За перебігом захворювання реактивний артрит поділяється на гострий (первинне ураження суглобів до 2 місяців), затяжний (до 1 року), хронічний (більше 1 року) та рецидивуючий (загострення захворювання після ремісії тривалістю не менше 6 місяців).
За ступенем активності реактивний артрит поділяється згідно показників гострофазового запалення на ступені активності: І (низька), ІІ (середня), ІІІ (висока) та 0 (ремісія).
За кількістю уражених суглобів реактивний артрит поділяється на моноартрит (ураження 1 суглоба), олігоартрит (2—4 суглоби) та поліартрит (5 і більше суглобів).
За функціональною недостатністю суглобів реактивний артрит поділяється на артрит із функціональною недостатністю суглобів І ступеня (збережена професійна здатність суглобу), ІІ (втрачена професійна здатність суглобу), ІІІ (втрачена здатність до самообслуговування).

## Клінічні прояви
Реактивний артрит зазвичай розпочинається за 2—4 тижні після перенесеної гострої кишкової або урогенітальної інфекції, проте цей час може коливатися від 3 діб до 1,5—2 місяців. Найчастіше спостерігаються припухлість суглобу, біль так званого «стартового» характеру, тобто при початку руху в суглобі, ранкова скутість у суглобі, обмеження рухливості, покращення після навантаження на суглоб. Початок захворювання найчастіше гострий, хоча можуть спостерігатися як підгострий, так і хронічний перебіг захворювання. Зазвичай уражається один, рідше до 4 суглобів. Ураження суглобів у більшості випадків є несиметричним, характерним є початок ураження із великих суглобів нижніх кінцівок (за винятком кульшового), пізніше виявлення ураження вищележачих суглобів (підйом ураження «по драбині»). Характерним для реактивного артриту є ураження місць прикріплення зв'язок та сухожиль до кісток, найхарактернішими з яких є підошовний фасціїт, запалення ахіллового сухожилля, бурсит ахіллового сухожилля, підп'ятковий бурсит та ураження зв'язок горбистостей великогомілкових кісток. При ураженні пальців нижніх кінцівок характерним є «сосископодібне» потовщення пальців.
Із позасуглобових симптомів реактивного артриту найхарактернішими є симптоми загального запального процесу: гарячка, загальна слабкість, схуднення, знижена працездатність, зниження апетиту. Часто реєструються ураження з боку шкіри та слизових оболонок, найчастішими з яких є кератодерма, ерозивний баланіт, виразковий стоматит, ураження нігтів, вузлувата еритема. Ураження очей може спостерігатися у 70—90 % хворих, найчастішими проявами якого є кон'юнктивіт, ірит, гострий передній увеїт, кератит, зрідка ретробульбарний неврит. При ураженні нервової системи можуть спостерігатися периферичні парези, явища менінгоенцефаліту, ураження периферичних нервів. Ураження серця при реактивному артриті спостерігається у 6—10 % хворих, найчастішими симптомами є порушення атріовентрикулярної провідності аж до повної атріовентрикулярної блокади, блокади ніжок пучка Гіса, аортит, міокардит, перикардит. При реактивному артриті часто спостерігаються ураження сечостатевої системи — найчастіше уретрит, можуть також спостерігатися гломерулонефрит, пієлонефрит, інтерстиційний нефрит, амілоїдоз нирок. Характерна тріада симптомів у вигляді артриту, уретриту (простатиту в чоловіків і вагінітом або цервіцитом у жінок) та очними симптомами (кон'юнктивітом або переднім увеїтом) складає класичний синдром Райтера{sfn|Мазуров|2005|с=148}}, та часто розглядається як самостійна нозологічна одиниця.

## Діагностика
Для діагностики реактивного артриту застосовуються рентгенологічні, лабораторні, ультразвукові, бактеріологічні та імунологічні методи обстеження.
При рентгенологічному обстеженні на ранніх стадіях реактивного артриту можливо виявлення лише ознак набряку навколосуглобових тканин та синовіту. Пізніше на рентгенограмі спостерігаються періостит, кістоподібна перебудова епіфізів кісток, кісткові розростання в місці прикріплення ахіллового сухожилля і підошовної фасції, при тривалому перебігу реактивного артриту спостерігається остеопороз у місці, прилеглому до ураженого суглобу. При ультразвуковому обстеженні суглобу спостерігаються ознаки випоту в порожнину суглобу.
При лабораторному обстеженні хворих на реактивний артрит спостерігається зниження рівня гемоглобіну та еритроцитів у периферичній крові, лейкоцитоз, підвищення ШОЕ, збільшення рівня C-реактивного білка, відсутність у крові ревматоїдного фактору. При імунологічному обстеженні важливе місце посідає виявлення антигену HLA-B27. Також при імунологічному обстеженні хворих у крові можна виявити антитіла до мікроорганізмів, які можуть спричинювати реактивний артрит. При проведенні бактеріологічних методів обстеження можливе виявлення хламідій в мазках із уретри та патогенної кишкової флори при посівах калу, при дослідженні синовіальної рідини можливо виявлення ДНК або РНК ймовірних збудників артриту, а при бактеріоскопічному дослідженні синовіальної рідини можливе виявлення хламідій або інших ймовірних збудників артриту.

## Лікування
Лікування реактивного артриту включає в себе застосування антибактеріальних, протизапальних та імуномодулюючих препаратів. Антибактеріальні препарати застосовуються для видалення вогнища інфекції з організму. Найчастіше при реактивному артриті застосовуються препарати групи фторхінолонів — ципрофлоксацин, офлоксацин, пефлоксацин, ломефлоксацин, макролідів — азитроміцин, кларитроміцин і рокситроміцин, та тетрациклінів (доксициклін). Серед нестероїдних протизапальних препаратів найчастіше застосовуються ібупрофен, диклофенак, напроксен, німесулід, мелоксикам, які також можуть наноситись на шкіру місцево у вигляді мазі або гелю. Застосування системних глюкокортикоїдів не показано, глюкокортикоїди застосовуються виключно внутрішньосуглобово при важкому перебігу артриту. При неефективності нестероїдних протизапальних препаратів можуть застосовуватися також імуномодулюючі препарати, зокрема сульфасалазин, а у випадку резистентних до традиційних методів терапії може застосовуватися метотрексат. При ураженнях очей застосовуються місцево або у вигляді інтравітреальних ін'єкцій глюкокортикоїдні гормони. При хронічному та затяжному перебігу реактивного артриту застосовуються фізіотерапевтичні методи лікування. При неефективності традиційних методів лікування новітніми засобами лікування реактивних артритів є моноклональні антитіла, зокрема інфліксімаб.